# Paulo Sousa
Paulo Manuel Carvalho de Sousa (Viseu, 30 agosto 1970) è un allenatore di calcio ed ex calciatore portoghese, di ruolo centrocampista, tecnico dello Shabab Al-Ahli.

## Caratteristiche tecniche

### Giocatore
Paragonato a Paulo Roberto Falcão, è stato un centrocampista centrale dotato di «ottima tecnica, personalità, grande senso geometrico, bel lancio»; pur se caratterizzato da apparente lentezza, era in possesso di ottime doti fisiche e di notevole resistenza allo sforzo prolungato. Si disimpegnò con egual successo sia in fase difensiva – molto abile nel sottrarre il pallone agli avversari, si rivelò in particolare «uno specialista del fallo tattico» –, sia in quella propositiva. La sua carriera agonistica, nonostante il lusinghiero palmarès, risentì tuttavia di irrisolti guai alle ginocchia, conseguenti a malanni giovanili scorrettamente curati e poi cronicizzatisi, che a più riprese ne frenarono il rendimento.

### Allenatore
In panchina si dimostra molto preparato tatticamente e per questo nient'affatto restìo a sperimentare in tal senso, schierando le sue squadre con differenti moduli a seconda dell'avversario ma sempre con una filosofia di gioco ben riconoscibile. Nonostante agli esordi si fosse guadagnato la fama di difensivista, le sue formazioni mostrano in realtà un approccio abbastanza offensivo nonché improntato al bel gioco.

## Carriera

### Giocatore

#### Club

Paulo Sousa e Alessandro Del Piero festeggiano il successo della Juventus nella Champions League 1995-1996

##### Benfica e Sporting Lisbona
Cominciò a giocare in patria nel vivaio del Repesenses, passando nel 1986 alle giovanili del Benfica; nel 1989 approdò in pianta stabile nella prima squadra di Sven-Göran Eriksson, dove rimase per quattro stagioni conquistando al debutto una Supercoppa di Portogallo (e raggiungendo la finale di Coppa dei Campioni persa contro il Milan), nel 1991 il campionato e, due anni dopo, la coppa nazionale, militando a fianco di elementi quali un esperto Paulo Futre e un giovane Rui Costa. Nell'estate del 1993, complice i problemi economici del club biancorosso, venne ceduto assieme ad António Pacheco ai concittadini dello Sporting Lisbona dove rimase per una stagione, giocando in un reparto che vedeva anche il bulgaro Balăkov e il connazionale Luís Figo.

##### Juventus

Sousa alla Juventus nella stagione 1994-1995

Dal 1994 al 1996 militò nella Juventus, che lo acquistò dai lusitani per 10 miliardi di lire.
Nella prima annata in Italia, schierato dall'allenatore Marcello Lippi a centrocampo in coppia con un altro neoacquisto, il francese Deschamps, Sousa fu determinante nel conseguimento del double nazionale composto dallo scudetto, mancante al club torinese da nove anni, e dalla Coppa Italia (arrivando inoltre alla finale di Coppa UEFA persa contro il Parma), venendo insignito del Guerin d'oro quale miglior giocatore della Serie A. Inversamente nella seconda, sia a causa di vari infortuni sia perché gli avversari presero a marcarlo a uomo, offrì un rendimento al di sotto delle aspettative, conquistando comunque nel corso della stagione una Supercoppa Italiana e giocando poi da titolare la vittoriosa finale di Champions League contro l'Ajax.
Due furono le sue reti in maglia bianconera, entrambe in match di cartello: la prima in campionato, l'8 gennaio 1995, nella sfida-scudetto del Tardini contro il Parma, e la seconda il 17 aprile 1996 al Nantes, nella semifinale di ritorno della Champions League giocata al la Beaujoire.

##### Borussia Dortmund, Inter e ultimi anni
In seguito vestì dal 1996 al 1998 la maglia dei tedeschi del Borussia Dortmund, con cui si aggiudicò nel 1997 la sua seconda Champions League, battendo in finale proprio i suoi ex compagni juventini – divenendo uno dei soli quattro giocatori (con Marcel Desailly, Gerard Piqué e Samuel Eto'o) ad aver vinto la massima competizione europea per club, per due anni di fila, con due società diverse –, e la Coppa Intercontinentale, quest'ultima superando il Cruzeiro.
Nel gennaio del 1998 tornò in Italia trasferendosi per 13,2 miliardi di lire all'Inter, club dove rimase fino al 2000, ma da qui in avanti il suo rendimento non raggiungerà mai più i picchi del passato. Militò successivamente nelle file del Parma (2000), degli ellenici del Panathīnaïkos (2000-2001) e degl'iberici dell'Espanyol (2002) sino al ritiro dall'attività agonistica, arrivato poco prima di compiere trentadue anni, a causa di sempre più pressanti problemi fisici.

#### Nazionale
Assieme a elementi quali Couto e João Pinto, nel 1989 fece parte del talentuoso Portogallo under 20 che, allenato da Carlos Queiroz, vinse in Arabia Saudita il suo primo campionato mondiale di categoria; a cavallo degli anni 1980 e 1990 difese poi i colori dell'Under-21 lusitana.

Sousa in nazionale nella sfida del 17 novembre 1993 tra Italia e Portogallo

Nel 1991 avvenne l'approdo nella nazionale maggiore portoghese, di cui indossò la maglia per 51 volte dal debutto, avvenuto il 16 gennaio 1991 in un'amichevole con la Spagna (1-1), all'ultima apparizione nel 2002, ancora in un'amichevole, con la Cina (2-0). Giocò per il suo paese al campionato d'Europa 1996 in Inghilterra, e al campionato d'Europa 2000 in Belgio e nei Paesi Bassi, e fu membro della squadra portoghese al campionato del mondo 2002 in Corea e Giappone, dove tuttavia non disputò alcuna partita ritirandosi definitivamente al termine della competizione.

### Allenatore

#### Gli inizi, le esperienze inglesi
La carriera in panchina inizia con il Portogallo under 16, guidato dal 2005 al 2008, quando ricopre brevemente anche il ruolo di assistente del commissario tecnico del Portogallo, Carlos Queiroz, già suo tecnico nelle selezioni giovanili lusitane.
Il 19 novembre dello stesso anno è ingaggiato dagli inglesi del QPR come allenatore della prima squadra; il 9 aprile 2009 il patron Flavio Briatore lo allontana a campionato in corso, con le Hoops che dopo ventisei giornate stazionano al decimo posto, distanti nove punti dalla zona play-off. Per l'annata 2009-2010 è sulla panchina dello Swansea City, formazione con cui raggiunge il settimo posto finale in Championship, miglior piazzamento dei gallesi da ventisette anni a quella parte. Il 7 luglio 2010 firma con il Leicester City, ma dopo meno di tre mesi, il 1º ottobre, con all'attivo una sola vittoria in campionato su nove partite, è il quattordicesimo allenatore a essere esonerato dalle Foxes dal 2004.

#### Videoton e Maccabi Tel Aviv
Il 15 maggio 2011 si accorda con il Videoton, club campione d'Ungheria, con il quale però viene subito eliminato al secondo turno preliminare di Champions League, per mano dello Sturm Graz. Con la squadra magiara raggiunge il secondo posto in campionato, vincendo due Supercoppe e una Coppa di Lega. Il 7 gennaio 2013 si dimette per motivi familiari e, il 12 giugno seguente, firma con il Maccabi Tel Aviv, chiamato dal direttore sportivo Jordi Cruijff. Con la formazione israeliana, dopo essere stato eliminato dagli svizzeri del Basilea al terzo turno preliminare di Champions League, inanella un buon cammino in Europa League raggiungendo i sedicesimi di finale, dove viene nuovamente eliminato dai RotBlau. A fine stagione, dopo aver fatto bissare la vittoria nel campionato alla squadra gialloblù, risolve il contratto.

#### Basilea e Fiorentina
Il 28 maggio 2014 stipula un accordo proprio con il Basilea. Al suo primo tentativo vince il campionato elvetico, il sesto consecutivo per i rossoblù; arriva inoltre in finale di Coppa Svizzera, dove perde contro il Sion, mentre in Champions League viene eliminato agli ottavi dal Porto. Terminata la stagione, il 17 giugno 2015 risolve anticipatamente il contratto con il club elvetico e, quattro giorni dopo, si accorda con gli italiani della Fiorentina, giungendo così ad allenare in cinque campionati diversi nello spazio di sei anni.
Comincia la Serie A con sei vittorie nelle prime sette giornate, un record mai raggiunto nella storia viola; dopo una positiva prima parte di stagione, in cui Sousa riporta dopo sedici anni i toscani in testa alla classifica, una successiva flessione fa chiudere loro il campionato al quinto posto. Confermato dalla squadra gigliata nella stagione successiva, chiude l'annata all'ottavo posto fallendo l'obiettivo delle coppe europee; al termine della stessa non viene confermato e sostituito da Stefano Pioli.

#### Tianjin Quanjian e nazionale polacca
Il 6 novembre 2017 approda in Cina assumendo la guida tecnica del Tianjin Quanjian; viene esonerato il 4 ottobre 2018, con la squadra a metà classifica. L'8 marzo 2019 torna ad allenare in Europa, subentrando sulla panchina del Bordeaux; rimane in Francia fino al termine della stagione 2019-2020, risolvendo il successivo 10 agosto il contratto che lo legava ai girondini.
Il 21 gennaio 2021 diviene commissario tecnico della Polonia. Nel giugno dello stesso anno guida la nazionale biancorossa alla fase finale del campionato d'Europa 2020 (posticipato per la pandemia di COVID-19), chiuso al primo turno. Rimane il selezionatore dei polacchi nei mesi seguenti, per le successive qualificazioni al campionato del mondo 2022, non riuscendo a ottenere l'accesso diretto alla fase finale in Qatar e venendo pertanto relegato al turno di spareggi. Il 29 dicembre 2021, prima della disputa degli stessi, risolve anticipatamente il contratto con la federazione polacca.

#### Flamengo e Salernitana
Il giorno stesso dell'addio alla nazionale polacca, viene formalizzato il suo ingaggio come tecnico del Flamengo, nella massima serie brasiliana. Il 9 giugno 2022, viene sollevato dall'incarico, dopo la sconfitta esterna per 1-0 contro il Bragantino.
Il 15 febbraio 2023, Sousa fa ritorno in Serie A, subentrando all'esonerato Davide Nicola alla guida della Salernitana, in quel momento quintultima in classifica. Il debutto sulla panchina granata, quattro giorni dopo, non è positivo coincidendo con una sconfitta interna per 0-2 contro la Lazio; ciò nonostante, nel prosieguo del campionato, con una serie di risultati utili, riesce a traghettare la squadra campana alla salvezza. Al contrario, nella stagione seguente la Salernitana ha un avvio al di sotto delle aspettative; il 10 ottobre 2023 il tecnico viene esonerato, coi granata al penultimo posto, lasciando la panchina dei campani a Filippo Inzaghi. Nel febbraio del 2024, Sousa rescinde consensualmente e anticipatamente il proprio contratto con il club.

#### Shabab Al-Ahli
Il 30 giugno 2024, viene annunciato il suo ingaggio come tecnico dello Shabab Al-Ahli, squadra della massima serie emiratina. Alla stagione d'esordio a Dubai, Sousa guida la squadra a uno storico quadruple con le vittorie di campionato, President's Cup, Supercoppa degli Emirati Arabi Uniti e UAE-Qatar Challenge Shield; a corollario, sotto la gestione del portoghese lo Shabab Al-Ahli stabilisce la più lunga serie d'imbattibilità nella storia del calcio emiratino, con 33 partite consecutive senza sconfitte – che rappresenta anche la striscia d'imbattibilità più lunga al mondo nella stagione 2024-2025 –, e inoltre fa registrare il migliore risultato di sempre nel girone di andata con 38 punti totalizzati.

## Statistiche

### Presenze e reti nei club
| Stagione                 | Squadra                  | Campionato               | Campionato | Campionato | Coppe nazionali | Coppe nazionali | Coppe nazionali | Coppe continentali | Coppe continentali | Coppe continentali | Altre coppe | Altre coppe | Altre coppe | Totale | Totale |
| Stagione                 | Squadra                  | Comp                     | Pres       | Reti       | Comp            | Pres            | Reti            | Comp               | Pres               | Reti               | Comp        | Pres        | Reti        | Pres   | Reti   |
| ------------------------ | ------------------------ | ------------------------ | ---------- | ---------- | --------------- | --------------- | --------------- | ------------------ | ------------------ | ------------------ | ----------- | ----------- | ----------- | ------ | ------ |
| 1989-1990                | Benfica                  | PD                       | 2          | 0          | CP              | ?               | ?               | CC                 | 0                  | 0                  | SP          | 1           | 0           | 3+     | 0+     |
| 1990-1991                | Benfica                  | PD                       | 36         | 0          | CP              | ?               | ?               | CU                 | 2                  | 0                  | -           | -           | -           | 38+    | 0+     |
| 1991-1992                | Benfica                  | PD                       | 24         | 1          | CP              | ?               | ?               | CC                 | 3                  | 0                  | SP          | 1           | 0           | 28+    | 1+     |
| 1992-1993                | Benfica                  | PD                       | 25         | 0          | CP              | 1+              | 0+              | CU                 | 4                  | 0                  | -           | -           | -           | 30+    | 0+     |
| Totale Benfica           | Totale Benfica           | Totale Benfica           | 87         | 1          |                 | 1+              | 0+              |                    | 9                  | 0                  |             | 2           | 0           | 99+    | 1+     |
| 1993-1994                | Sporting Lisbona         | PD                       | 31         | 2          | CP              | 2+              | 0+              | CU                 | 2                  | 0                  | -           | -           | -           | 35+    | 2+     |
| 1994-1995                | Juventus                 | A                        | 26         | 1          | CI              | 6               | 0               | CU                 | 5                  | 0                  | -           | -           | -           | 37     | 1      |
| 1995-1996                | Juventus                 | A                        | 28         | 0          | CI              | 0               | 0               | UCL                | 8                  | 1                  | SI          | 1           | 0           | 37     | 1      |
| Totale Juventus          | Totale Juventus          | Totale Juventus          | 54         | 1          |                 | 6               | 0               |                    | 13                 | 1                  |             | 1           | 0           | 74     | 2      |
| 1996-1997                | Borussia Dortmund        | BL                       | 11         | 1          | CG              | 0               | 0               | UCL                | 4                  | 0                  | SG          | 0           | 0           | 15     | 1      |
| 1997-gen. 1998           | Borussia Dortmund        | BL                       | 16         | 0          | CG+CdL          | 2+2             | 1+0             | UCL                | 4                  | 0                  | SU+CInt     | 0+1         | 0           | 25     | 1      |
| Totale Borussia Dortmund | Totale Borussia Dortmund | Totale Borussia Dortmund | 27         | 1          |                 | 4               | 1               |                    | 8                  | 0                  |             | 1           | 0           | 40     | 2      |
| gen.-giu. 1998           | Inter                    | A                        | 11         | 0          | CI              | 0               | 0               | CU                 | -                  | -                  | -           | -           | -           | 11     | 0      |
| 1998-1999                | Inter                    | A                        | 10         | 0          | CI              | 4+2             | 0               | UCL                | 3                  | 0                  | -           | -           | -           | 19     | 0      |
| 1999-gen. 2000           | Inter                    | A                        | 10         | 0          | CI              | 0               | 0               | -                  | -                  | -                  | -           | -           | -           | 10     | 0      |
| Totale Inter             | Totale Inter             | Totale Inter             | 31         | 0          |                 | 4+2             | 0               |                    | 3                  | 0                  |             | -           | -           | 40     | 0      |
| gen.-giu. 2000           | Parma                    | A                        | 8          | 0          | CI              | -               | -               | UCL+CU             | 0+2                | 0+0                | SI          | -           | -           | 10     | 0      |
| 2000-2001                | Panathīnaïkos            | A                        | 6          | 0          | CG              | 3               | 0               | UCL                | 6                  | 1                  | -           | -           | -           | 15     | 1      |
| 2001-gen. 2002           | Panathīnaïkos            | A                        | 4          | 0          | CG              | 5               | 0               | UCL                | 8                  | 0                  | -           | -           | -           | 17     | 0      |
| Totale Panathinaïkos     | Totale Panathinaïkos     | Totale Panathinaïkos     | 10         | 0          |                 | 8               | 0               |                    | 12                 | 1                  |             | -           | -           | 30     | 1      |
| gen.-giu. 2002           | Espanyol                 | PD                       | 9          | 0          | CR              | -               | -               | -                  | -                  | -                  | -           | -           | -           | 9      | 0      |
| Totale carriera          | Totale carriera          | Totale carriera          | 257        | 5          |                 | 27+             | 1+              |                    | 49                 | 2                  |             | 4           | 0           | 337+   | 8+     |

### Cronologia presenze e reti in nazionale
| Cronologia completa delle presenze e delle reti in nazionale ― Portogallo | Cronologia completa delle presenze e delle reti in nazionale ― Portogallo | Cronologia completa delle presenze e delle reti in nazionale ― Portogallo | Cronologia completa delle presenze e delle reti in nazionale ― Portogallo | Cronologia completa delle presenze e delle reti in nazionale ― Portogallo | Cronologia completa delle presenze e delle reti in nazionale ― Portogallo | Cronologia completa delle presenze e delle reti in nazionale ― Portogallo | Cronologia completa delle presenze e delle reti in nazionale ― Portogallo |
| Data                                                                      | Città                                                                     | In casa                                                                   | Risultato                                                                 | Ospiti                                                                    | Competizione                                                              | Reti                                                                      | Note                                                                      |
| ------------------------------------------------------------------------- | ------------------------------------------------------------------------- | ------------------------------------------------------------------------- | ------------------------------------------------------------------------- | ------------------------------------------------------------------------- | ------------------------------------------------------------------------- | ------------------------------------------------------------------------- | ------------------------------------------------------------------------- |
| 16-1-1991                                                                 | Castellón de la Plana                                                     | Spagna                                                                    | 1 – 1                                                                     | Portogallo                                                                | Amichevole                                                                | -                                                                         |                                                                           |
| 23-1-1991                                                                 | Amarousio                                                                 | Grecia                                                                    | 3 – 2                                                                     | Portogallo                                                                | Qual. Euro 1992                                                           | -                                                                         | 72’                                                                       |
| 9-2-1991                                                                  | Ta' Qali                                                                  | Malta                                                                     | 0 – 1                                                                     | Portogallo                                                                | Qual. Euro 1992                                                           | -                                                                         | 63’                                                                       |
| 20-2-1991                                                                 | Porto                                                                     | Portogallo                                                                | 5 – 0                                                                     | Malta                                                                     | Qual. Euro 1992                                                           | -                                                                         |                                                                           |
| 4-9-1991                                                                  | Viseu                                                                     | Portogallo                                                                | 1 – 1                                                                     | Austria                                                                   | Amichevole                                                                | -                                                                         | 46’                                                                       |
| 10-2-1993                                                                 | Faro                                                                      | Portogallo                                                                | 1 – 1                                                                     | Norvegia                                                                  | Amichevole                                                                | -                                                                         | 62’                                                                       |
| 31-3-1993                                                                 | Zurigo                                                                    | Svizzera                                                                  | 1 – 1                                                                     | Portogallo                                                                | Qual. Mondiali 1994                                                       | -                                                                         | 31’                                                                       |
| 28-4-1993                                                                 | Lisbona                                                                   | Portogallo                                                                | 5 – 0                                                                     | Scozia                                                                    | Qual. Mondiali 1994                                                       | -                                                                         |                                                                           |
| 19-6-1993                                                                 | Porto                                                                     | Portogallo                                                                | 4 – 0                                                                     | Malta                                                                     | Qual. Mondiali 1994                                                       | -                                                                         |                                                                           |
| 5-9-1993                                                                  | Tallinn                                                                   | Estonia                                                                   | 0 – 2                                                                     | Portogallo                                                                | Qual. Mondiali 1994                                                       | -                                                                         |                                                                           |
| 13-10-1993                                                                | Porto                                                                     | Portogallo                                                                | 1 – 0                                                                     | Svizzera                                                                  | Qual. Mondiali 1994                                                       | -                                                                         |                                                                           |
| 10-11-1993                                                                | Porto                                                                     | Portogallo                                                                | 3 – 0                                                                     | Estonia                                                                   | Qual. Mondiali 1994                                                       | -                                                                         |                                                                           |
| 17-11-1993                                                                | Milano                                                                    | Italia                                                                    | 1 – 0                                                                     | Portogallo                                                                | Qual. Mondiali 1994                                                       | -                                                                         | 20’                                                                       |
| 19-1-1994                                                                 | Vigo                                                                      | Spagna                                                                    | 2 – 2                                                                     | Portogallo                                                                | Amichevole                                                                | -                                                                         | 46’                                                                       |
| 7-9-1994                                                                  | Belfast                                                                   | Irlanda del Nord                                                          | 1 – 2                                                                     | Portogallo                                                                | Qual. Euro 1996                                                           | -                                                                         | 60’                                                                       |
| 9-10-1994                                                                 | Riga                                                                      | Lettonia                                                                  | 1 – 3                                                                     | Portogallo                                                                | Qual. Euro 1996                                                           | -                                                                         |                                                                           |
| 13-11-1994                                                                | Lisbona                                                                   | Portogallo                                                                | 1 – 0                                                                     | Austria                                                                   | Qual. Euro 1996                                                           | -                                                                         |                                                                           |
| 26-4-1995                                                                 | Dublino                                                                   | Irlanda                                                                   | 1 – 0                                                                     | Portogallo                                                                | Qual. Euro 1996                                                           | -                                                                         |                                                                           |
| 3-6-1995                                                                  | Porto                                                                     | Portogallo                                                                | 3 – 2                                                                     | Lettonia                                                                  | Qual. Euro 1996                                                           | -                                                                         | 34’ 46’                                                                   |
| 3-9-1995                                                                  | Porto                                                                     | Portogallo                                                                | 1 – 1                                                                     | Irlanda del Nord                                                          | Qual. Euro 1996                                                           | -                                                                         |                                                                           |
| 11-10-1995                                                                | Vienna                                                                    | Austria                                                                   | 1 – 1                                                                     | Portogallo                                                                | Qual. Euro 1996                                                           | -                                                                         |                                                                           |
| 15-11-1995                                                                | Lisbona                                                                   | Portogallo                                                                | 3 – 0                                                                     | Irlanda                                                                   | Qual. Euro 1996                                                           | -                                                                         |                                                                           |
| 12-12-1995                                                                | Lisbona                                                                   | Portogallo                                                                | 1 – 1                                                                     | Inghilterra                                                               | Qual. Euro 1996                                                           | -                                                                         | 46’                                                                       |
| 21-2-1996                                                                 | Porto                                                                     | Portogallo                                                                | 1 – 2                                                                     | Germania                                                                  | Amichevole                                                                | -                                                                         |                                                                           |
| 9-6-1996                                                                  | Sheffield                                                                 | Danimarca                                                                 | 1 – 1                                                                     | Portogallo                                                                | Euro 1996 - 1º turno                                                      | -                                                                         | 58’ 79’                                                                   |
| 14-6-1996                                                                 | Nottingham                                                                | Portogallo                                                                | 1 – 0                                                                     | Turchia                                                                   | Euro 1996 - 1º turno                                                      | -                                                                         |                                                                           |
| 18-6-1996                                                                 | Nottingham                                                                | Croazia                                                                   | 0 – 3                                                                     | Portogallo                                                                | Euro 1996 - 1º turno                                                      | -                                                                         | 71’                                                                       |
| 23-6-1996                                                                 | Birmingham                                                                | Rep. Ceca                                                                 | 1 – 0                                                                     | Portogallo                                                                | Euro 1996 - Quarti di finale                                              | -                                                                         |                                                                           |
| 29-3-1997                                                                 | Belfast                                                                   | Irlanda del Nord                                                          | 0 – 0                                                                     | Portogallo                                                                | Qual. Mondiali 1998                                                       | -                                                                         |                                                                           |
| 7-6-1997                                                                  | Porto                                                                     | Portogallo                                                                | 2 – 0                                                                     | Albania                                                                   | Qual. Mondiali 1998                                                       | -                                                                         |                                                                           |
| 20-8-1997                                                                 | Setúbal                                                                   | Portogallo                                                                | 3 – 1                                                                     | Armenia                                                                   | Qual. Mondiali 1998                                                       | -                                                                         |                                                                           |
| 6-9-1997                                                                  | Berlino                                                                   | Germania                                                                  | 1 – 1                                                                     | Portogallo                                                                | Qual. Mondiali 1998                                                       | -                                                                         |                                                                           |
| 11-10-1997                                                                | Lisbona                                                                   | Portogallo                                                                | 1 – 0                                                                     | Irlanda del Nord                                                          | Qual. Mondiali 1998                                                       | -                                                                         | 63’                                                                       |
| 22-4-1998                                                                 | Londra                                                                    | Inghilterra                                                               | 3 – 0                                                                     | Portogallo                                                                | Amichevole                                                                | -                                                                         | 76’                                                                       |
| 18-11-1998                                                                | Setúbal                                                                   | Portogallo                                                                | 2 – 0                                                                     | Israele                                                                   | Amichevole                                                                | -                                                                         | 78’                                                                       |
| 26-3-1999                                                                 | Guimarães                                                                 | Portogallo                                                                | 7 – 0                                                                     | Azerbaigian                                                               | Qual. Euro 2000                                                           | -                                                                         |                                                                           |
| 31-3-1999                                                                 | Vaduz                                                                     | Liechtenstein                                                             | 0 – 5                                                                     | Portogallo                                                                | Qual. Euro 2000                                                           | -                                                                         |                                                                           |
| 5-6-1999                                                                  | Lisbona                                                                   | Portogallo                                                                | 1 – 0                                                                     | Slovacchia                                                                | Qual. Euro 2000                                                           | -                                                                         |                                                                           |
| 9-6-1999                                                                  | Coimbra                                                                   | Portogallo                                                                | 8 – 0                                                                     | Liechtenstein                                                             | Qual. Euro 2000                                                           | -                                                                         | 63’                                                                       |
| 18-8-1999                                                                 | Oeiras                                                                    | Portogallo                                                                | 4 – 0                                                                     | Andorra                                                                   | Amichevole                                                                | -                                                                         | 46’                                                                       |
| 4-9-1999                                                                  | Baku                                                                      | Azerbaigian                                                               | 1 – 1                                                                     | Portogallo                                                                | Qual. Euro 2000                                                           | -                                                                         | 67’                                                                       |
| 8-9-1999                                                                  | Bucarest                                                                  | Romania                                                                   | 1 – 1                                                                     | Portogallo                                                                | Qual. Euro 2000                                                           | -                                                                         | 69’                                                                       |
| 9-10-1999                                                                 | Lisbona                                                                   | Portogallo                                                                | 3 – 0                                                                     | Ungheria                                                                  | Qual. Euro 2000                                                           | -                                                                         |                                                                           |
| 26-4-2000                                                                 | Reggio Calabria                                                           | Italia                                                                    | 2 – 0                                                                     | Portogallo                                                                | Amichevole                                                                | -                                                                         |                                                                           |
| 20-6-2000                                                                 | Rotterdam                                                                 | Germania                                                                  | 0 – 3                                                                     | Portogallo                                                                | Euro 2000 - 1º turno                                                      | -                                                                         | 71’                                                                       |
| 24-6-2000                                                                 | Amsterdam                                                                 | Portogallo                                                                | 2 – 0                                                                     | Turchia                                                                   | Euro 2000 - Quarti di finale                                              | -                                                                         | 46’ 60’                                                                   |
| 16-8-2000                                                                 | Viseu                                                                     | Portogallo                                                                | 5 – 1                                                                     | Lituania                                                                  | Amichevole                                                                | -                                                                         |                                                                           |
| 3-9-2000                                                                  | Tallinn                                                                   | Estonia                                                                   | 1 – 3                                                                     | Portogallo                                                                | Qual. Mondiali 2002                                                       | -                                                                         |                                                                           |
| 6-10-2001                                                                 | Lisbona                                                                   | Portogallo                                                                | 5 – 0                                                                     | Estonia                                                                   | Qual. Mondiali 2002                                                       | -                                                                         | 66’                                                                       |
| 14-11-2001                                                                | Lisbona                                                                   | Portogallo                                                                | 5 – 1                                                                     | Angola                                                                    | Amichevole                                                                | -                                                                         |                                                                           |
| 25-5-2002                                                                 | Macao                                                                     | Cina                                                                      | 0 – 2                                                                     | Portogallo                                                                | Amichevole                                                                | -                                                                         | 41’                                                                       |
| Totale                                                                    |                                                                           | Presenze                                                                  | 51                                                                        |                                                                           | Reti                                                                      | 0                                                                         |                                                                           |

### Record
- Uno dei tre calciatori vincitori della Coppa dei Campioni/UEFA Champions League con due squadre differenti in due anni consecutivi (nel suo caso, Juventus, 1995-96 e Borussia Dortmund, 1996-97; peraltro Sousa vinse la sua seconda Champions League proprio contro la Juventus); condivide il record con Marcel Desailly (Olympique Marsiglia, 1992-93 e Milan, 1993-94; Desailly vinse invece la sua prima Champions League contro la sua futura squadra) e Samuel Eto'o (Barcellona, 2008-09 e Inter, 2009-10).

### Statistiche da allenatore

#### Club
Statistiche aggiornate al 3 maggio 2025. In grassetto le competizioni vinte.
| Stagione            | Squadra            | Campionato         | Campionato | Campionato | Campionato | Campionato | Coppe nazionali | Coppe nazionali | Coppe nazionali | Coppe nazionali | Coppe nazionali | Coppe continentali | Coppe continentali | Coppe continentali | Coppe continentali | Coppe continentali | Altre coppe | Altre coppe | Altre coppe | Altre coppe | Altre coppe | Totale | Totale | Totale | Totale | % Vittorie | Piazzamento |
| Stagione            | Squadra            | Comp               | G          | V          | N          | P          | Comp            | G               | V               | N               | P               | Comp               | G                  | V                  | N                  | P                  | Comp        | G           | V           | N           | P           | G      | V      | N      | P      | %          | Piazzamento |
| ------------------- | ------------------ | ------------------ | ---------- | ---------- | ---------- | ---------- | --------------- | --------------- | --------------- | --------------- | --------------- | ------------------ | ------------------ | ------------------ | ------------------ | ------------------ | ----------- | ----------- | ----------- | ----------- | ----------- | ------ | ------ | ------ | ------ | ---------- | ----------- |
| nov. 2008-apr. 2009 | QPR                | FLC                | 24         | 7          | 11         | 6          | FACup+CdL       | 2+0             | 0+0             | 1+0             | 1+0             | -                  | -                  | -                  | -                  | -                  | -           | -           | -           | -           | -           | 26     | 7      | 12     | 7      | 26,92      | Sub., Eson. |
| 2009-2010           | Swansea City       | FLC                | 46         | 17         | 18         | 11         | FACup+CdL       | 1+2             | 0+1             | 0+0             | 1+1             | -                  | -                  | -                  | -                  | -                  | -           | -           | -           | -           | -           | 49     | 18     | 18     | 13     | 36,73      | 7º          |
| 2010-ott. 2010      | Leicester City     | FLC                | 9          | 1          | 2          | 6          | FACup+CdL       | 0+3             | 0+3             | 0+0             | 0+0             | -                  | -                  | -                  | -                  | -                  | -           | -           | -           | -           | -           | 12     | 4      | 2      | 6      | 33,33      | Eson.       |
| 2011-2012           | Videoton           | NB1                | 30         | 21         | 3          | 6          | MK+MKL          | 7+11            | 5+8             | 1+2             | 1+1             | UCL                | 2                  | 1                  | 0                  | 1                  | SU          | 1           | 1           | 0           | 0           | 51     | 36     | 6      | 9      | 70,59      | 2º          |
| 2012-gen. 2013      | Videoton           | NB1                | 17         | 7          | 5          | 5          | MK+MKL          | 1+6             | 1+4             | 0+1             | 0+1             | UEL                | 12                 | 4                  | 4                  | 4                  | SU          | 1           | 0           | 1           | 0           | 37     | 16     | 11     | 10     | 43,24      | Dimis.      |
| Totale Videoton     | Totale Videoton    | Totale Videoton    | 47         | 28         | 8          | 11         |                 | 25              | 18              | 4               | 3               |                    | 14                 | 5                  | 4                  | 5                  |             | 2           | 1           | 1           | 0           | 88     | 52     | 17     | 19     | 59,09      |             |
| 2013-2014           | Maccabi Tel Aviv   | Lh                 | 26+10      | 21+5       | 3+3        | 2+2        | CI              | 1               | 0               | 0               | 1               | UCL+UEL            | 4+8                | 2+3                | 1+3                | 1+2                | -           | -           | -           | -           | -           | 49     | 31     | 10     | 8      | 63,27      | 1º          |
| 2014-2015           | Basilea            | SL                 | 36         | 24         | 6          | 6          | CS              | 6               | 5               | 0               | 1               | UCL                | 8                  | 2                  | 2                  | 4                  | -           | -           | -           | -           | -           | 50     | 31     | 8      | 11     | 62,00      | 1º          |
| 2015-2016           | Fiorentina         | A                  | 38         | 18         | 10         | 10         | CI              | 1               | 0               | 0               | 1               | UEL                | 8                  | 3                  | 2                  | 3                  | -           | -           | -           | -           | -           | 47     | 21     | 12     | 14     | 44,68      | 5º          |
| 2016-2017           | Fiorentina         | A                  | 38         | 16         | 12         | 10         | CI              | 2               | 1               | 0               | 1               | UEL                | 8                  | 5                  | 1                  | 2                  | -           | -           | -           | -           | -           | 48     | 22     | 13     | 13     | 45,83      | 8º          |
| Totale Fiorentina   | Totale Fiorentina  | Totale Fiorentina  | 76         | 34         | 22         | 20         |                 | 3               | 1               | 0               | 2               |                    | 16                 | 8                  | 3                  | 5                  |             | -           | -           | -           | -           | 95     | 43     | 25     | 27     | 45,26      |             |
| nov. 2017-ott. 2018 | Tianjin Quanjian   | CSL                | 24         | 7          | 6          | 11         | CdC             | 2               | 1               | 1               | 0               | ACL                | 11                 | 5                  | 3                  | 3                  | -           | -           | -           | -           | -           | 37     | 13     | 10     | 14     | 35,14      | Eson.       |
| mar.-giu. 2019      | Bordeaux           | L1                 | 11         | 2          | 3          | 6          | CF+CdL          | -               | -               | -               | -               | -                  | -                  | -                  | -                  | -                  | -           | -           | -           | -           | -           | 11     | 2      | 3      | 6      | 18,18      | Sub. 14º    |
| 2019-2020           | Bordeaux           | L1                 | 28         | 9          | 10         | 9          | CF+CdL          | 1+2             | 1+1             | 0+0             | 0+1             | -                  | -                  | -                  | -                  | -                  | -           | -           | -           | -           | -           | 31     | 11     | 10     | 9      | 35,48      | 12º         |
| Totale Bordeaux     | Totale Bordeaux    | Totale Bordeaux    | 39         | 11         | 13         | 15         |                 | 3               | 2               | 0               | 1               |                    | -                  | -                  | -                  | -                  |             | -           | -           | -           | -           | 42     | 13     | 13     | 16     | 30,95      |             |
| dic. 2021-giu. 2022 | Flamengo           | RJ+A               | 15+10      | 10+3       | 3+3        | 2+4        | CB              | 2               | 2               | 0               | 0               | CL                 | 6                  | 5                  | 1                  | 0                  | SB          | 1           | 0           | 0           | 1           | 34     | 20     | 7      | 7      | 58,82      | Eson.       |
| feb.-giu. 2023      | Salernitana        | A                  | 16         | 4          | 9          | 3          | CI              | -               | -               | -               | -               | -                  | -                  | -                  | -                  | -                  | -           | -           | -           | -           | -           | 16     | 4      | 9      | 3      | 25,00      | Sub., 15º   |
| lug.-ott. 2023      | Salernitana        | A                  | 8          | 0          | 3          | 5          | CI              | 1               | 1               | 0               | 0               | -                  | -                  | -                  | -                  | -                  | -           | -           | -           | -           | -           | 9      | 1      | 3      | 5      | 11,11      | Eson.       |
| Totale Salernitana  | Totale Salernitana | Totale Salernitana | 24         | 4          | 12         | 8          |                 | 1               | 1               | 0               | 0               |                    | -                  | -                  | -                  | -                  |             | -           | -           | -           | -           | 25     | 5      | 12     | 8      | 20,00      |             |
| 2024-2025           | Shabab Al-Ahli     | PL                 | 26         | 19         | 6          | 1          | PC+CdL          | 4+5             | 4+2             | 0+2             | 0+1             | ACL+ACL2           | 2+6                | 1+4                | 0+1                | 1+1                | SC+SQUAE    | 1+1         | 1+1         | 0+0         | 0+0         | 42     | 29     | 9      | 4      | 69,05      | 1º          |
| Totale carriera     | Totale carriera    | Totale carriera    | 378        | 176        | 105        | 97         |                 | 57              | 38              | 7               | 12              |                    | 69                 | 30                 | 17                 | 22                 |             | 4           | 3           | 1           | 0           | 508    | 247    | 130    | 131    | 48,62      |             |

#### Nazionale
Statistiche aggiornate al 29 dicembre 2021.
| Squadra | Naz                | dal             | al               | Record | Record | Record | Record     | Record | Record | Record | Record |
| G       | V                  | N               | P                | GF     | GS     | DR     | % Vittorie |        |        |        |        |
| ------- | ------------------ | --------------- | ---------------- | ------ | ------ | ------ | ---------- | ------ | ------ | ------ | ------ |
| Polonia | Polonia (bandiera) | 21 gennaio 2021 | 29 dicembre 2021 | 15     | 6      | 5      | 4          | 37     | 20     | +17    | 40,00  |

#### Nazionale nel dettaglio
| 2021           | Polonia        | Qual. Mondiale 2022 | 2º nel Gruppo I | 10 | 6 | 2 | 2 | 60,00 | 30 | 11 | +19 |
| Giu.-lug. 2021 | Polonia        | Europeo 2020        | 4° nel Gruppo E | 3  | 0 | 1 | 2 | &0,00 | 4  | 6  | -2  |
| Dal 2021       | Polonia        | Amichevoli          |                 | 2  | 0 | 2 | 0 | &0,00 | 3  | 3  | 0   |
| Totale Polonia | Totale Polonia | Totale Polonia      | Totale Polonia  | 15 | 6 | 5 | 4 | 40,00 | 37 | 20 | +17 |

#### Panchine da commissario tecnico della nazionale polacca
| Cronologia completa delle presenze e delle reti in nazionale ― Polonia | Cronologia completa delle presenze e delle reti in nazionale ― Polonia | Cronologia completa delle presenze e delle reti in nazionale ― Polonia | Cronologia completa delle presenze e delle reti in nazionale ― Polonia | Cronologia completa delle presenze e delle reti in nazionale ― Polonia | Cronologia completa delle presenze e delle reti in nazionale ― Polonia | Cronologia completa delle presenze e delle reti in nazionale ― Polonia | Cronologia completa delle presenze e delle reti in nazionale ― Polonia |
| Data                                                                   | Città                                                                  | In casa                                                                | Risultato                                                              | Ospiti                                                                 | Competizione                                                           | Reti                                                                   | Note                                                                   |
| ---------------------------------------------------------------------- | ---------------------------------------------------------------------- | ---------------------------------------------------------------------- | ---------------------------------------------------------------------- | ---------------------------------------------------------------------- | ---------------------------------------------------------------------- | ---------------------------------------------------------------------- | ---------------------------------------------------------------------- |
| 25-3-2021                                                              | Budapest                                                               | Ungheria                                                               | 3 – 3                                                                  | Polonia                                                                | Qual. Mondiali 2022                                                    | Krzysztof Piątek Kamil Jóźwiak Robert Lewandowski                      | Cap: R. Lewandowski                                                    |
| 28-3-2021                                                              | Varsavia                                                               | Polonia                                                                | 3 – 0                                                                  | Andorra                                                                | Qual. Mondiali 2022                                                    | 2 Robert Lewandowski Karol Świderski                                   | Cap: R. Lewandowski                                                    |
| 31-3-2021                                                              | Londra                                                                 | Inghilterra                                                            | 2 – 1                                                                  | Polonia                                                                | Qual. Mondiali 2022                                                    | Jakub Moder                                                            | Cap: K. Glik                                                           |
| 1-6-2021                                                               | Breslavia                                                              | Polonia                                                                | 1 – 1                                                                  | Russia                                                                 | Amichevole                                                             | Jakub Świerczok                                                        | Cap: G. Krychowiak                                                     |
| 8-6-2021                                                               | Poznań                                                                 | Polonia                                                                | 2 – 2                                                                  | Islanda                                                                | Amichevole                                                             | Piotr Zieliński Karol Świderski                                        | Cap: R. Lewandowski                                                    |
| 14-6-2021                                                              | San Pietroburgo                                                        | Polonia                                                                | 1 – 2                                                                  | Slovacchia                                                             | Euro 2020 - 1º turno                                                   | Karol Linetty                                                          | Cap: R. Lewandowski                                                    |
| 19-6-2021                                                              | Siviglia                                                               | Spagna                                                                 | 1 – 1                                                                  | Polonia                                                                | Euro 2020 - 1º turno                                                   | Robert Lewandowski                                                     | Cap: R. Lewandowski                                                    |
| 23-6-2021                                                              | San Pietroburgo                                                        | Svezia                                                                 | 3 – 2                                                                  | Polonia                                                                | Euro 2020 - 1º turno                                                   | 2 Robert Lewandowski                                                   | Cap: R. Lewandowski                                                    |
| 2-9-2021                                                               | Varsavia                                                               | Polonia                                                                | 4 – 1                                                                  | Albania                                                                | Qual. Mondiali 2022                                                    | Robert Lewandowski Adam Buksa Grzegorz Krychowiak Karol Linetty        | Cap: R. Lewandowski                                                    |
| 5-9-2021                                                               | Serravalle                                                             | San Marino                                                             | 1 – 7                                                                  | Polonia                                                                | Qual. Mondiali 2022                                                    | 2 Robert Lewandowski Karol Świderski Karol Linetty 3 Adam Buksa        | Cap: R. Lewandowski                                                    |
| 8-9-2021                                                               | Varsavia                                                               | Polonia                                                                | 1 – 1                                                                  | Inghilterra                                                            | Qual. Mondiali 2022                                                    | Damian Szymański                                                       | Cap: R. Lewandowski                                                    |
| 9-10-2021                                                              | Varsavia                                                               | Polonia                                                                | 5 – 0                                                                  | San Marino                                                             | Qual. Mondiali 2022                                                    | Karol Świderski autorete Tomasz Kedziora Adam Buksa Krzysztof Piątek   | Cap: R. Lewandowski                                                    |
| 12-10-2021                                                             | Tirana                                                                 | Albania                                                                | 0 – 1                                                                  | Polonia                                                                | Qual. Mondiali 2022                                                    | Karol Świderski                                                        | Cap: R. Lewandowski                                                    |
| 12-11-2021                                                             | Andorra La Vella                                                       | Andorra                                                                | 1 – 4                                                                  | Polonia                                                                | Qual. Mondiali 2022                                                    | 2 Robert Lewandowski Kamil Jóźwiak Arkadiusz Milik                     | Cap: R. Lewandowski                                                    |
| 15-11-2021                                                             | Varsavia                                                               | Polonia                                                                | 1 – 2                                                                  | Ungheria                                                               | Qual. Mondiali 2022                                                    | Karol Świderski                                                        | Cap: W.Szczesny                                                        |
| Totale                                                                 |                                                                        | Presenze                                                               | 15                                                                     |                                                                        | Reti                                                                   | 37                                                                     |                                                                        |

## Palmarès

### Giocatore

#### Club

##### Competizioni nazionali
- Supercoppa di Portogallo: 1

Benfica: 1989
- Campionato portoghese: 1

Benfica: 1990-1991
- Coppa del Portogallo: 1

Benfica: 1992-1993
- Campionato italiano: 1

Juventus: 1994-1995
- Coppa Italia: 1

Juventus: 1994-1995
- Supercoppa italiana: 1

Juventus: 1995
- Supercoppa di Germania: 1

Borussia Dortmund: 1996

##### Competizioni internazionali
- UEFA Champions League: 2

Juventus: 1995-1996
Borussia Dortmund: 1996-1997
- Coppa Intercontinentale: 1

Borussia Dortmund: 1997

#### Nazionale
- Campionato mondiale Under-20: 1

1989

#### Individuale

L'allenatore Marcello Lippi e Sousa premiati con il Guerin d'oro per la stagione 1994-1995

- Guerin d'oro della rivista Guerin Sportivo: 1

1994-1995

### Allenatore
- Supercoppa d'Ungheria: 2

Videoton: 2011, 2012
- Coppa di Lega ungherese: 1

Videoton: 2011-2012
- Campionato israeliano: 1

Maccabi Tel Aviv: 2013-2014
- Campionato svizzero: 1

Basilea: 2014-2015
- Supercoppa degli Emirati Arabi Uniti: 1

Shabab Al-Ahli: 2024
- Campionato emiratino: 1

Shabab Al-Ahli: 2024-2025